# Huracán Allen
El huracán Allen fue el primero y el más fuerte de los huracanes de la temporada de 1980. Fue uno de los huracanes más fuertes en la historia, uno de los que llegaron a categoría 5 en la escala de huracanes de Saffir-Simpson en tres ocasiones distintas y pasó más tiempo en la categoría 5 que cualquier otro huracán en el Atlántico. Allen es el segundo de los dos huracanes registrados a lo largo de la historia en la cuenca del Atlántico, en alcanzar vientos sostenidos de 305 km/h (189,52 mph), después del huracán Camille en 1969.
A lo largo de su vida, Allen se movió a través de los trópicos en un curso oeste-noroeste a través de la zona tropical del océano Atlántico, mar Caribe y golfo de México antes de tocar tierra cerca de la frontera entre Estados Unidos y México. En su fuerza máxima, pasó cerca de Haití, causando centenares de muertos y cuantiosos daños. Después de cruzar el golfo de México, Allen se debilitó al golpear la costa baja de Texas, causando fuertes vientos, una marejada importante, y lluvias torrenciales que provocaron daños en el sur de Texas. Allen mató a 249 personas y dejó un poco más de $1000 millones en daños (1980 USD), sobre todo en los Estados Unidos y Haití. Debido a su impacto, el nombre de Allen fue retirado de la lista rotatoria de seis años de nombres de ciclones tropicales en el Atlántico en 1981.

## Historia meteorológica

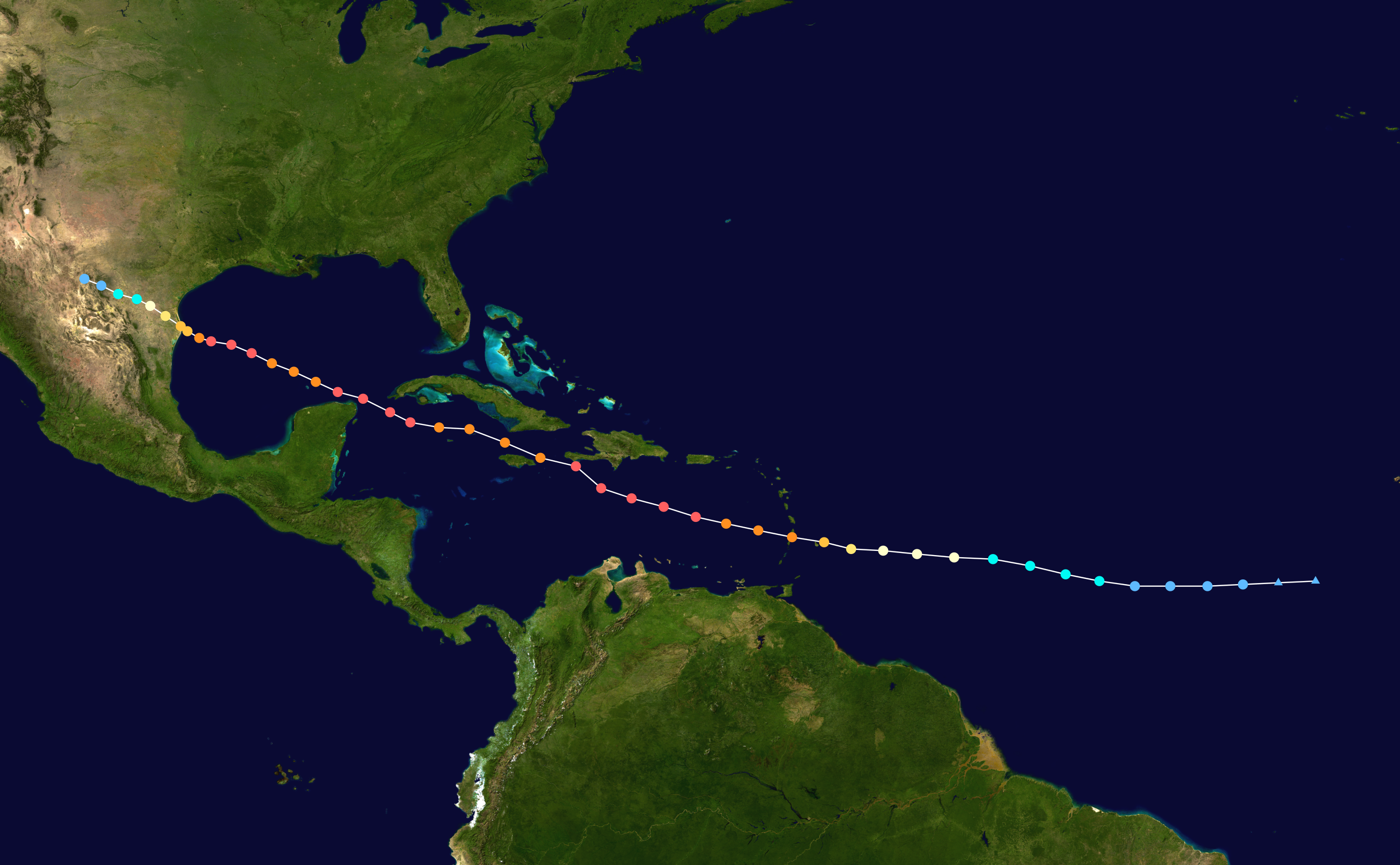
Trayectoria del huracán Allen.

Allen fue un temprano huracán de tipo Cabo Verde, que se originó de una onda tropical que previamente se alejó de la costa africana el 30 de julio. El sistema se desarrolló a medida que avanza hacia el oeste, convirtiéndose en una depresión tropical el 1 de agosto. Temprano el 2 de agosto, cuando la depresión se movió hacia el Caribe, se reforzó, convirtiéndose en la primera tormenta tropical de la temporada. Allen se trasladó hacia el oeste a un ritmo rápido de 28 a 37 km/h, convirtiéndose en un huracán el 2 de agosto y en un gran huracán en la noche del 3 de agosto, cuando la tormenta pasó al sur de Santa Lucía. Allen continuó intensificándose rápidamente a huracán de categoría 5 en la tarde del 4 de agosto, mientras se encontraba al sur de Puerto Rico, y se mantuvo en esa intensidad durante más de un día. Durante este tiempo, Allen alcanzó una presión central de 911 milibares, la presión más baja en el registro en el mar Caribe oriental.
El ojo pasó entre la Española y Jamaica como un huracán de categoría 4. Después se debilitó debido a la fricción con las montañas de Haití y Jamaica. Allen se intensificó de nuevo a un huracán de categoría 5, manteniendo esta intensidad durante más de un día. La tormenta se movió entre Cuba y la península de Yucatán, llegando a su presión mínima de 899 mbar al cruzar el canal de Yucatán. Durante su viaje a través del mar Caribe y del golfo de México, su centro de circulación nunca pasó sobre tierra; pasó cerca de varias islas en y alrededor del mar Caribe.
| Huracanes más intensos del Océano Atlántico | Huracanes más intensos del Océano Atlántico | Huracanes más intensos del Océano Atlántico | Huracanes más intensos del Océano Atlántico | Huracanes más intensos del Océano Atlántico | Huracanes más intensos del Océano Atlántico |
| Rank                                        | Huracán                                     | Año                                         | Presión                                     | Presión                                     |                                             |
| Rank                                        | Huracán                                     | Año                                         | hPa                                         | inHg                                        |                                             |
| ------------------------------------------- | ------------------------------------------- | ------------------------------------------- | ------------------------------------------- | ------------------------------------------- | ------------------------------------------- |
| 1                                           | Wilma                                       | 2005                                        | 882                                         | 26.05                                       |                                             |
| 2                                           | Gilbert                                     | 1988                                        | 888                                         | 26.23                                       |                                             |
| 3                                           | "Día de Trabajo"                            | 1935                                        | 892                                         | 26.34                                       |                                             |
| 4                                           | Rita                                        | 2005                                        | 895                                         | 26.43                                       |                                             |
| 4                                           | Milton                                      | 2024                                        | 895                                         | 26.43                                       |                                             |
| 6                                           | Allen                                       | 1980                                        | 899                                         | 26.55                                       |                                             |
| 7                                           | Camille                                     | 1969                                        | 900                                         | 26.58                                       |                                             |
| 8                                           | Katrina                                     | 2005                                        | 902                                         | 26.64                                       |                                             |
| 9                                           | Mitch                                       | 1998                                        | 905                                         | 26.73                                       |                                             |
| 9                                           | Dean                                        | 2007                                        | 905                                         | 26.73                                       |                                             |
| Fuente: HURDAT                              |                                             |                                             |                                             |                                             |                                             |

Allen nuevamente se debilitó a una tormenta de categoría 4 debido a la fricción con México, pero se volvió a fortalecer en un huracán de categoría 5, por tercera vez a medida que avanzaba sobre las aguas abiertas del golfo de México, manteniendo esta intensidad durante casi un día completo y con una caída de presión a 909 mbar, la presión más baja jamás registrada en el oeste del golfo de México. Poco antes de tocar tierra, una masa de aire seco en el oeste del golfo de México causó que la tormenta se debilitara sustancialmente. Allen tocó tierra al norte de Brownsville, Texas, como una tormenta de categoría 3 con unos vientos máximos sostenidos de 185 km/h.

## Preparativos

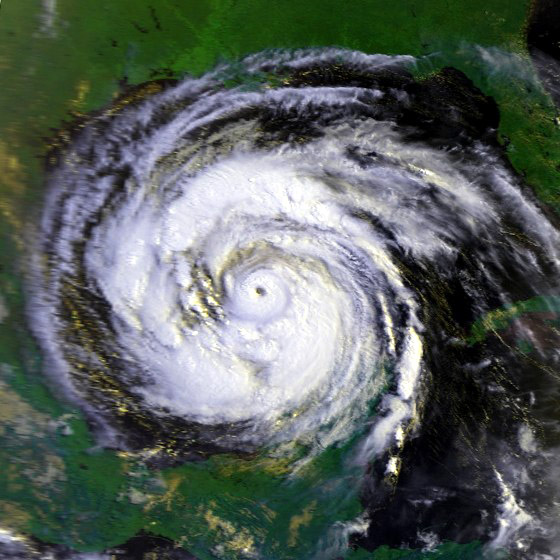
Huracán Allen en el golfo de México el 8 de agosto de 1980.

Cuando Allen se acercó al mar Caribe, advertencias de temporal y una alerta de huracán fueron emitidas para las islas de Barbados, Santa Lucía, San Vicente, Dominica, Granada, Martinica y Guadalupe, durante las horas diurnas del 3 de agosto. Advertencias por temporal estaban en efecto para Antigua a partir de las 11 de la mañana del 3 de agosto hasta las 11 de la mañana del 4 de agosto. Las advertencias de huracán se plantearon para Barbados, San Vicente, Santa Lucía, Martinica y Dominica de la tarde del 3 de agosto hasta la mañana del 4 de agosto. Cuando Allen se movió hacia el mar Caribe, advertencias de huracán fueron emitidas para las secciones del sudeste de la República Dominicana y el sudoeste de Haití a partir de las 11 de la mañana del 4 de agosto hasta la mañana del 5 de agosto. Advertencias por temporal entraron en vigor para el sur de la República Dominicana desde la noche del 4 de agosto hasta la noche del 5 de agosto, mientras que el sur de Haití mantuvo las advertencias de la noche del 4 de agosto hasta la mañana del 5. Una advertencia de huracán fue emitida para Jamaica en la mañana del 5 de agosto, mientras hubo alertas de huracán en el suroeste de la península de Haití desde la mañana del 5 hasta la mañana del 6. Advertencias de huracán entraron en vigor para Jamaica a partir del mediodía del 5 de agosto hasta altas horas de la tarde del 6. Las Islas Caimán vieron advertencias de huracán emitidas desde la tarde del 5 hasta la mañana del 6.
Cuando Allen se acercó al golfo de México, las alertas de huracán se plantearon para la península de Yucatán al noreste de México desde la tarde del 6 hasta la mañana del 8. Hubo advertencias de temporal para los Cayos de la Florida. Cuando finalmente se acercaba a tocar tierra, la costa noreste de México y la costa de Texas fueron puestas bajo una vigilancia de huracán desde la mañana del 8 de agosto hasta la mañana del 9 de agosto en México y la tarde del 9 de agosto en Texas. Las advertencias de huracán estaban en efecto para el noreste de México desde el comienzo de la tarde del 9 de agosto hasta la tarde del 10 de agosto. Las advertencias de huracán se degradaron a advertencias de tormenta entre High Island, Texas y Freeport, Texas, entre la tarde del 9 de agosto y el final de la tarde del 10 de agosto. Las advertencias de huracán se retiraron de la costa de Luisiana durante la tarde del 9 de agosto. Las advertencias de huracán se degradó a advertencias de tormenta para el sur de Texas desde el final de la tarde del 10 de agosto hasta la madrugada del 11 de agosto.

## Impacto
Allen causó algo más de mil millones dólares (1980 USD) en daños y mató al menos a 271 personas a lo largo de su curso (incluyendo las muertes indirectas).

### Islas del mar Caribe
| País           | Total muertes | Muertes directas | Daños (USD)    | Fuente |
| Barbados       | 0             | 0                | $1.5 millones  | [ 6 ]  |
| Santa Lucía    | 18            | 18               | Severos        | [ 6 ]  |
| Guadalupe      | 1             | 1                | Desconocidos   | [ 6 ]  |
| Haití          | 220           | 220              | $400 millones  | [ 7 ]  |
| Jamaica        | 8             | 8                | Desconocido    | [ 7 ]  |
| México         | 0             | 0                | Mínimos        | [ 7 ]  |
| Estados Unidos | >24           | 2                | $600 millones  | [ 7 ]  |
| Totales:       | >271          | 249              | ~$mil millones |        |

En Barbados, los daños preliminares se estimaron en 1,5 millones de dólares (1980 USD). Unas 500 casas resultaron dañadas o destruidas. No se informó de que hubiera muertes. Santa Lucía sufrió daños catastróficos por la tormenta de categoría 3. Vientos sostenidos de 166 km/h (89,63 ns) y una presión a nivel del mar de tan sólo 967 mbar se presentaron en Hewanorra. Dieciocho personas perdieron la vida debido al paso de la tormenta. Una muerte en Guadalupe se atribuyó a Allen. En Martinica, el daño fue extenso cuando la tormenta pasó a 80 km (49,71 mi) al sur de la isla. Olas de seis metros de altura barrieron la costa durante la tormenta.
En el centro del Caribe, Caimán Brac se vio afectada por vientos de más de 185 km/h (114,95 mph) que causaron cuantiosos daños materiales. Un arrecife de coral en Discover Bay, Jamaica, fue devastado por la acción de las olas de la tormenta. Ocho muertos en Jamaica se atribuyeron a Allen. Los daños fueron muy importantes en la costa noreste, donde el huracán hizo su máximo acercamiento a la isla y provocó una marea de tormenta de 12 m (39,37 pies). Tres muertes fueron atribuidas a Allen en Cuba.
Hubo daños considerables en Haití, debido a los fuertes vientos y las inundaciones. Los costes totales para ese país se estimaron en más de $400 millones (1980 USD). Aproximadamente el 60% de la cosecha de café del país fue destruida. En total, 220 personas murieron y 835 000 quedaron sin hogar. En Port-au-Prince, 41 muertes fueron causadas por los tejados de zinc volando y alrededor de 1200 se quedaron sin hogar por las inundaciones.

### México
Áreas del noreste de México tuvieron fuertes lluvias con el paso de Allen, con los totales más altos superiores a 177 mm (7 plg). Como Allen sólo afectó a las regiones escasamente pobladas de México, no hubo informes de daños significativos.

### Estados Unidos

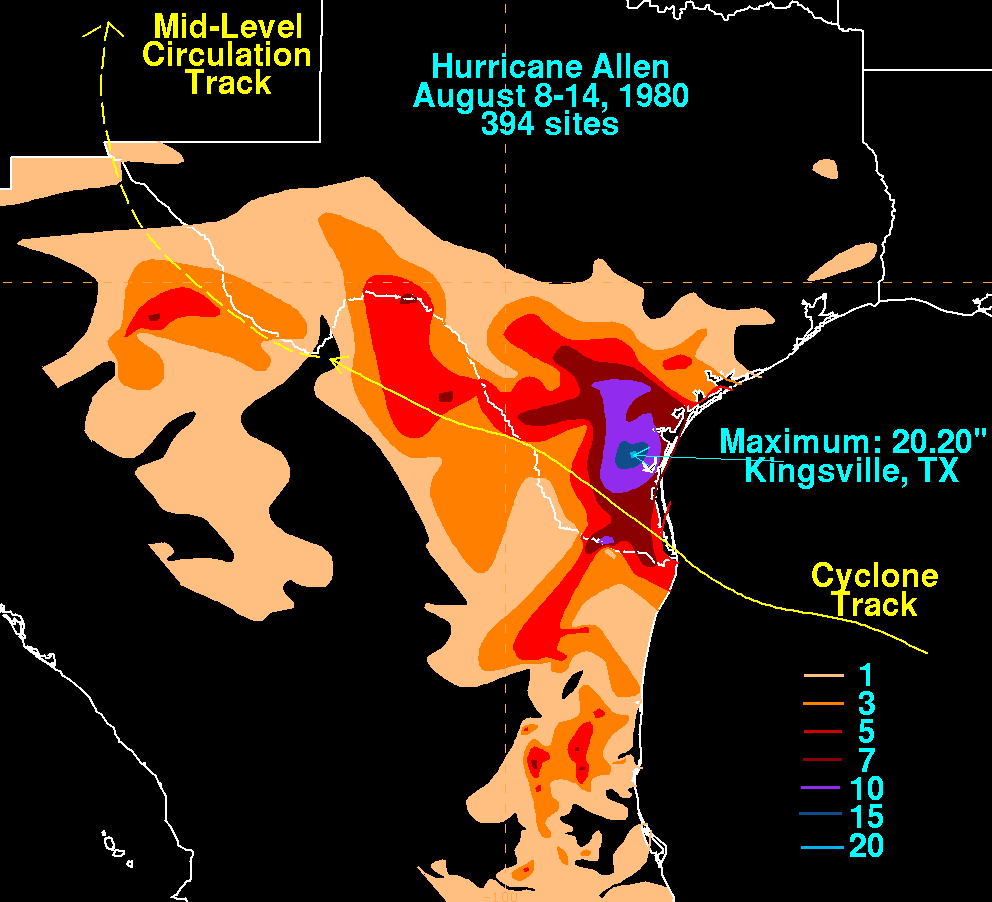
Precipitaciones del huracán Allen sobre Texas y México

En Texas, la marejada ciclónica fue de más de 12 pies (3,66 m) en Port Mansfield, aunque pudo haber sido mayor en otros lugares a lo largo de la costa de Texas. Ráfagas de viento máximo de 207 km/h (128,62 mph) también fueron medidas en Port Mansfield. Los vientos de tormenta tropical en Corpus Christi, Texas hicieron volar los tejados por la ciudad, lo que llevó a la rotura sustancial de vidrios en 18 pisos del edificio del Banco de Garantía y en 12 pisos de un ala del hospital Spohn. La tormenta causó siete muertes en Texas y 17 en Luisiana (la mayoría como resultado de la caída de un helicóptero de evacuación de los trabajadores de una plataforma). Allen dio lugar a varios tornados en Texas. Un tornado causó $100 millones en daños cuando llegó a Austin, Texas, por lo que es el tornado más costosos generado por un ciclón tropical en la historia. Sin embargo, en general, la tormenta causó daños limitados en los Estados Unidos debido a que su poder disminuyó de repente y porque las mayores mareas y los vientos golpearon una parte de la costa de Texas escasamente poblada.
Allen dejó de 255 milímetros (10,04 plg) a 510 mm (20,08 plg) de lluvia en el sur de Texas, poniendo fin a una larga sequía de verano durante la ola de calor en Estados Unidos de 1980. Su mapa de precipitaciones totales se muestra a la derecha.

## Retiro
Debido a la destrucción, muertes y la intensidad extrema, el nombre de Allen fue retirado de la lista de tormentas tropicales en el Atlántico en la primavera de 1981, y nunca se volverá a utilizar para un futuro huracán en el Atlántico. Fue reemplazado por Andrew en la temporada 1986.

## Récords

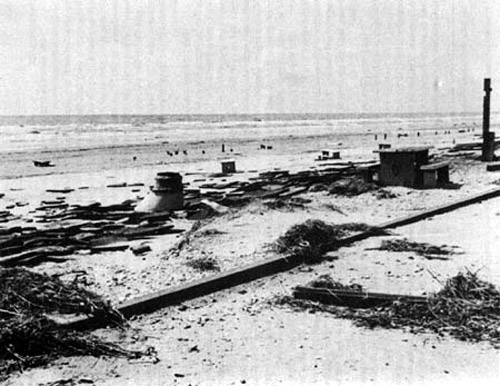
Restos provocados por el huracán Allen

Cuando Allen alcanzó la categoría 5 de intensidad el 5 de agosto, se convirtió en la más temprana tormenta de categoría 5 que se haya registrado. Este récord se mantuvo hasta que el huracán Emily lo hizo pedazos el 16 de julio de 2005. Allen es uno de los cuatro huracanes en el Atlántico en llegar a categoría 5 en la escala de huracanes de Saffir-Simpson en tres ocasiones distintas, siendo los otros tres Irma, Iván e Isabel. También produjo la quinta presión más baja jamás registrada en la cuenca del Atlántico, dea 899 mbar, y fue el huracán más fuerte conocido en la cuenca, en términos de presión, desde 1935. Hasta entonces, fue el segundo huracán más fuerte por la presión en la cuenca del Atlántico, pero fue movido hacia abajo, hasta la quinta posición, y ningún huracán ha logrado vientos de 305 km/h (190 mph) en esta cuenca desde entonces. Sigue siendo la tormenta más intensa aparecida en agosto. Pasó casi tres días como una tormenta de categoría 5, con mucho el más alto de cualquier huracán en el Atlántico. Cinco tifones han pasado más tiempo como tormentas de categoría 5, incluida la más reciente Karen, y Nancy a principios de 1960.